# Palivere
Palivere – okręg miejski w Estonii, w prowincji Läänemaa, w gminie Lääne-Nigula. W 2021 roku okręg zamieszkiwało 650 osób.
Do 2013 miejscowość należała administracyjnie do gminy Taebla.